# NGC 2608
NGC 2608 is een balkspiraalstelsel in het sterrenbeeld Kreeft. Het hemelobject ligt 93 miljoen lichtjaar (28,5 × 106 parsec) van de Aarde verwijderd en werd op 12 maart 1785 ontdekt door de Duits-Britse astronoom William Herschel.

## Synoniemen
- UGC 4484
- IRAS 08322+2838
- MCG 5-20-27
- Arp 12
- ZWG 149.55
- KUG 0832+286
- PGC 24111